# Tocantins (staat)
Tocantins is een van de 26 deelstaten van Brazilië. De met de standaardafkorting TO staat heeft een oppervlakte van ca. 277.721 km² en ligt in de regio Noord.
Tocantins grenst aan Maranhão in het noorden en noordoosten, Piauí in het oosten, Bahia in het zuidoosten, Goiás in het zuiden, Mato Grosso in het zuidwesten en Pará in het noordwesten. In 2017 had de staat 1.550.194 inwoners. De hoofdstad is Palmas. Tocantins, genoemd naar de rivier de Tocantins, is een relatief jonge staat: in 1988 werd het gebied afgesplitst van de deelstaat Goiás.

## Belangrijke steden
In orde van grootte:
| Stad                                            | Inwoners |
| ----------------------------------------------- | -------- |
| Palmas                                          | 286.787  |
| Araguaína                                       | 175.960  |
| Gurupi                                          | 85.523   |
| Porto Nacional                                  | 52.828   |
| Paraíso do Tocantins                            | 50.360   |
| Bron: (pt) IBGE - Populatie volgens census 2017 |          |

## Bestuurlijke indeling
De deelstaat Tocantins is ingedeeld in 2 mesoregio's, 8 microregio's en 139 gemeenten.

## Economie

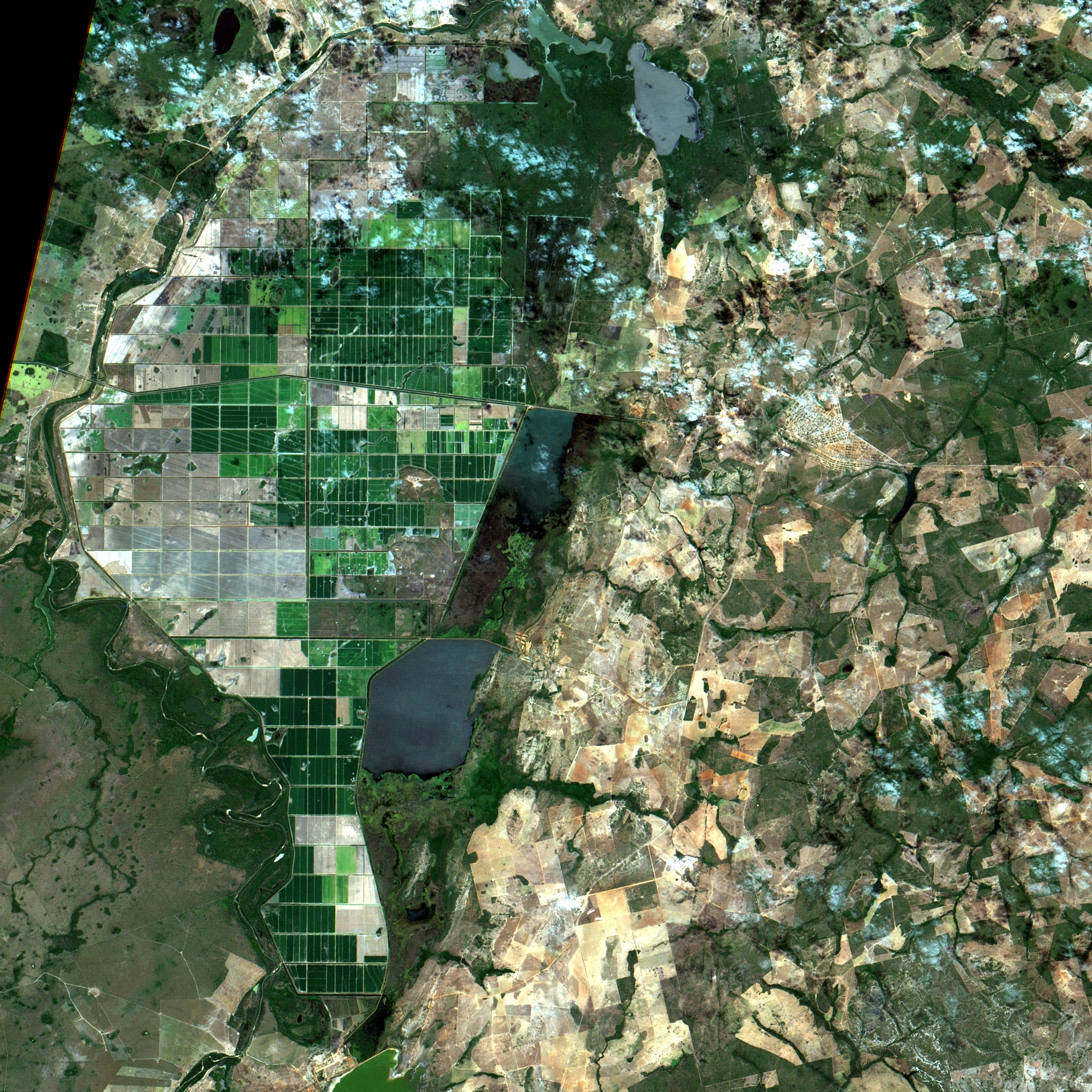
Geïrrigeerde rijst in Formoso do Araguaia

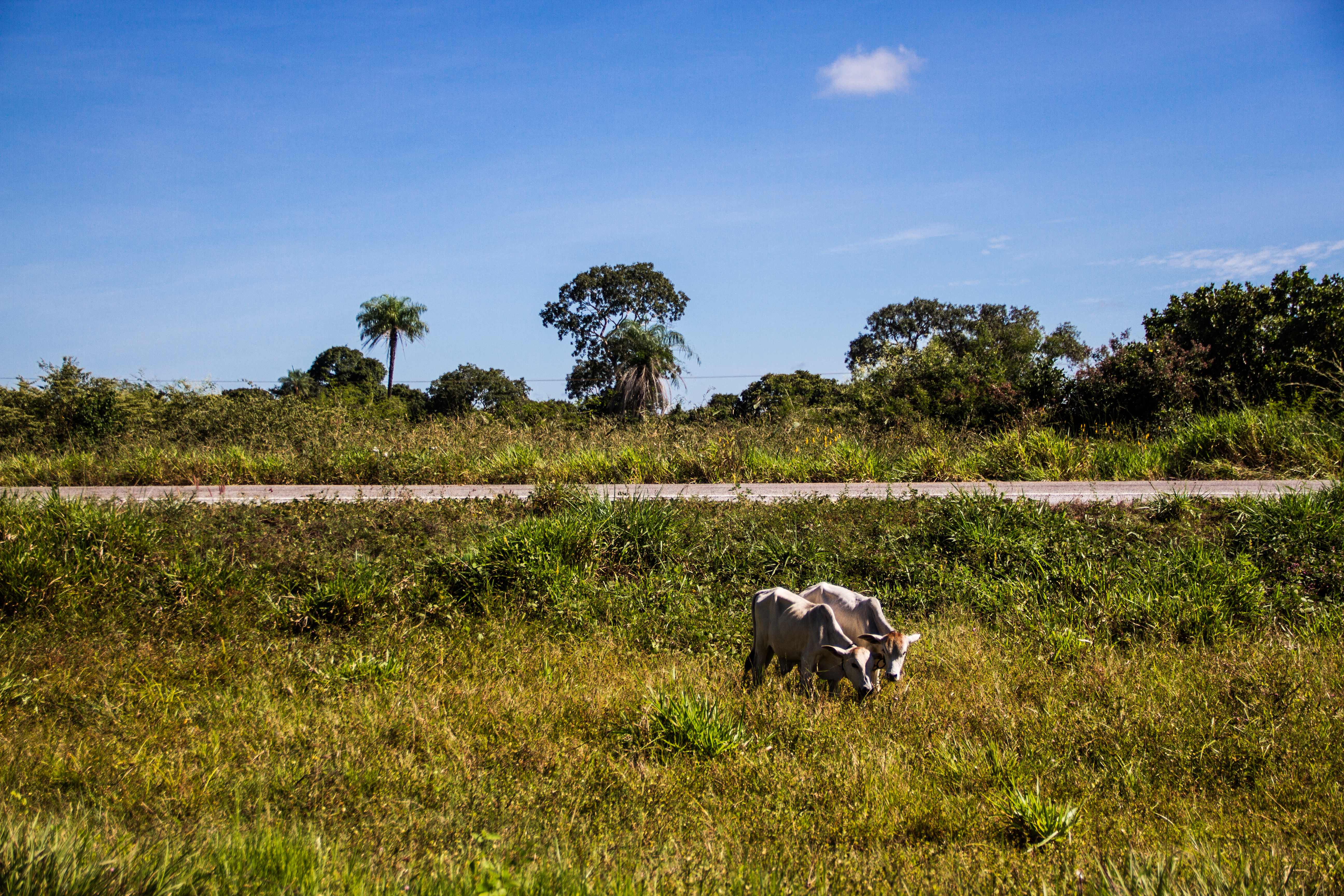
Runderen in Tocantins

De dienstensector is de grootste component van BBP met 59,9%, gevolgd door de industriële sector met 27,2%. Landbouw vertegenwoordigt 12,9% van het BBP (2004). Tocantins export: sojaboon 89,2%, rundvlees 10,5% (2002). De economie van Tocantins is gebaseerd op een agressief expansionistisch model van agro-export en wordt gekenmerkt door opeenvolgende records van primaire hyperoverschotten: de export toont zijn sterke agrarische neiging. In navolging van de buurlanden (Mato Grosso en Goiás) wordt het een belangrijke graanproducent (soja, maïs, rijst).
Zoals met een groot deel van Brazilië, is Tocantins 'economie ook afhankelijk van vee veeteelt. De staat ananas plantage s is aanzienlijk. In het noorden van de staat worden houtskool en oliën gewonnen uit de babaçu palmboom.
Aandeel van de Braziliaanse economie: 0,4% (2005).
De brutowaarde van de landbouwproductie van de staat werd geschat op meer dan R $ 7,6 miljard in 2019.
In sojaboon is Tocantins de grootste producent in de noordelijke regio van Brazilië. In de oogst van 2019 oogstte Tocantins 3 miljoen ton.
In maïs oogstte de staat in 2019 bijna 1 miljoen ton.
In 2019 was Tocantins de leider in de productie van rijst in de regio Noord en werd daarmee de op twee na grootste producent in Brazilië. Het oogstte meer dan 670 duizend ton in de oogst van 2016/2017.
Met betrekking tot ananas was Tocantins in 2018 de zesde grootste producerende staat in Brazilië, met 69 miljoen fruit.
In 2019 bestond de vee kudde van de staat uit 8 miljoen dieren.
Over industrie had Tocantins een industrieel BBP van R $ 4,5 miljard in 2017, wat overeenkomt met 0,4% van de nationale industrie. Het heeft 30.234 werknemers in de industrie. De belangrijkste industriële sectoren zijn: bouw (34,1%), industriële diensten van openbaar nut, zoals elektriciteit en water (28,4%), voeding (22,5%), niet-metaalhoudende mineralen (5,2%) en chemicaliën (1,5%). Deze 5 sectoren concentreren 91,7% van de industrie van de staat.
De industrie is voornamelijk agro-industrie, gecentraliseerd in zes districten in vijf poolsteden: Palmas, Araguaína, Gurupi, Porto Nacional en Paraíso do Tocantins. De industrie is nog klein en vooral gericht op eigen consumptie
In de tertiaire sector (handel en diensten) zijn de belangrijkste activiteiten geconcentreerd in de hoofdstad Palmas en ook in de steden aan de kant van de snelweg Belém-Brasília (BR-153 en BR-226). Deze snelweg is van vitaal belang voor Tocantins, omdat hij de staat van noord naar zuid doorsnijdt en een betere prestatie mogelijk maakt in de economische groei van de steden aan de oevers, die dient als opslagplaats voor wegtransport en diensten voor reizigers. Bovendien vergemakkelijkt de snelweg Belém-Brasília ook de productiestroom van Tocantins naar andere staten en naar havens aan de kust.